# Hamed Eshrat

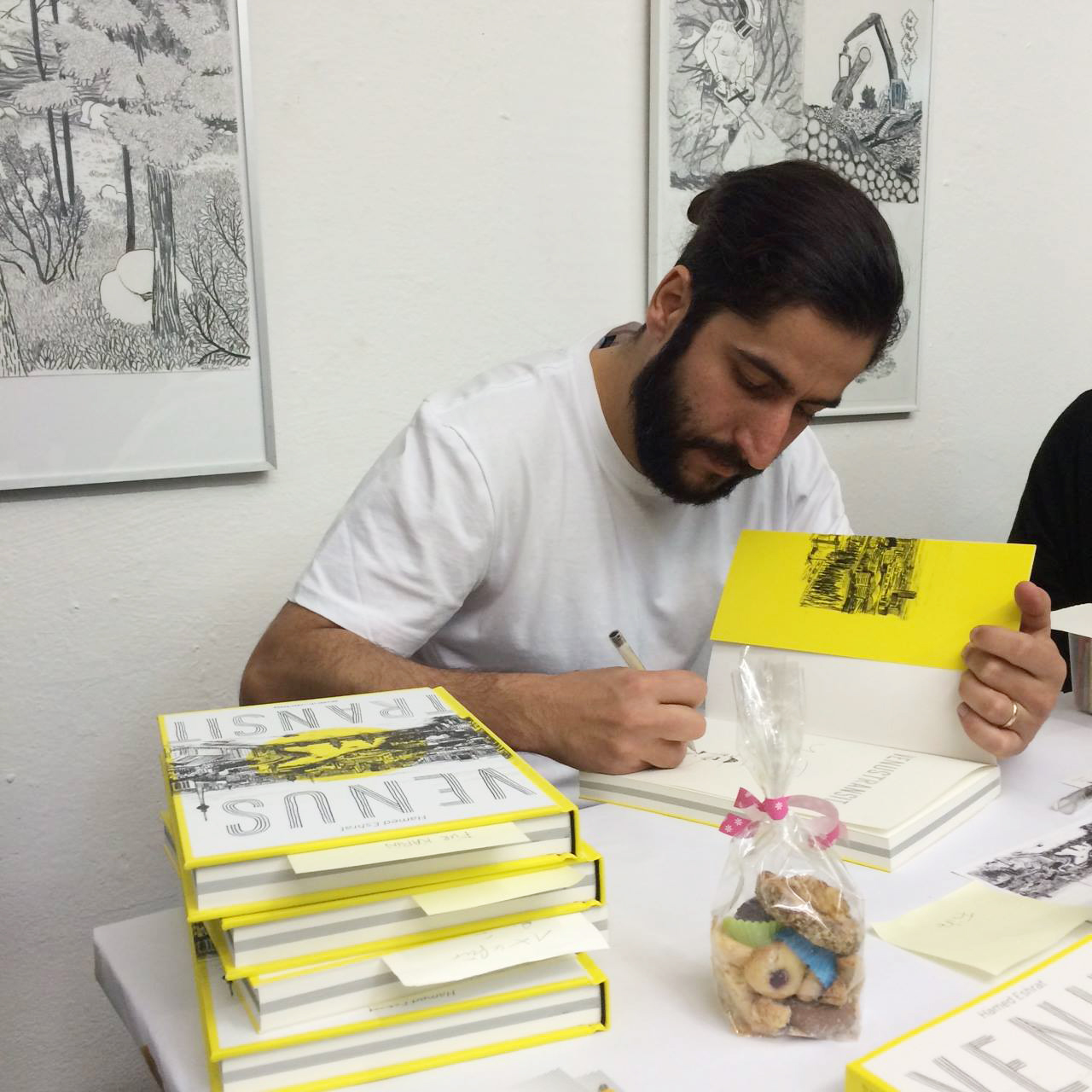
Hamed Eshrat, Berlin, 2016

Hamed Eshrat (* 1979 in Teheran) ist ein deutsch-iranischer Grafiker und Comic-Künstler.

## Leben und Werk
Hamed Eshrat, geboren 1979 in Teheran, Iran, studierte Kommunikationsdesign an der Kunsthochschule Berlin-Weißensee und an der Massey University in Wellington, Neuseeland. Er arbeitet als Designer, freischaffender Künstler und Autor in Berlin. 
In seiner ersten Graphic Novel Tipping Point – Téhéran 1979 (auf Französisch bei Éditions Sarbacane erschienen) erzählte er die Geschichte seiner Familie während des politischen Umbruchs im Iran der 1970er Jahre. 
Mit Venustransit erschien im Jahr 2015 sein deutschsprachiges Debüt und seine bislang umfangreichste Arbeit. Das Manuskript des Buches war unter den zehn Finalisten des Comicbuchpreis der Berthold Leibinger Stiftung.
Eshrat arbeitete als Zeichner für verschiedene Zeitungen sowie Verlage und Agenturen. In Zusammenarbeit mit dem Historiker Jochen Voit (Szenario) entstand 2018 der Grafische Roman Nieder mit Hitler. Auch sein Comic Coming of H war 2020 Finalist des Comicbuchpreis und Eshrat erhielt ein Jahr darauf auch eines der begehrten Comic-Stipendien des Berliner Senats.

## Pressestimmen
„Der deutsch-iranische Zeichner Hamed Eshrat erreicht mit seiner zweiten Graphic Novel »Venustransit« ein neues gestalterisches und dramaturgisches Niveau.“ Kai Löfler, Deutschlandfunk
„Erzählerisch agiert Hamed Eshrat höchst subtil“ Andreas Platthaus, F.A.Z.
„»Venustransit« sprüht vor Ideen, es lassen sich immer wieder neue Details entdecken. Eine Graphic Novel auf höchstem Niveau.“ rbb Radio Fritz
„Eine sehr anrührende und poetisch gezeichnete Geschichte.“ MDR Kultur, Wolfgang Schilling über Nieder mit Hitler!

## Publikationen (Auswahl)
- Coming of H. avant-verlag, Berlin 2022, ISBN 978-3-96445-079-1
- Kinderemigration aus Frankfurt am Main. Wallstein Verlag, Göttingen 2021, ISBN 978-3-8353-3984-2
- Akademics - Die Wissenschaftscomics der ÖAW Nr. 3: Die Superkäfer. Verlag der Österreichischen Akademie der Wissenschaften, Wien 2019, ISBN 978-3-7001-8605-2
- Nieder mit Hitler! oder Warum Karl kein Radfahrer sein wollte. avant-verlag, Berlin 2018, ISBN 978-3-945034-98-9
- Le Monde diplomatique: Fußball, Marx und Tränen. Reprodukt, Berlin 2018, ISBN 978-3-95640-166-4
- Moga Mobo Nr. 112 Comic Culture Clash. Moga Mobo/Epidermophytie, Berlin 2016
- Venustransit. avant-verlag, Berlin 2015, ISBN 978-3-945034-33-0
- Yesno Nr. 2. Tbooks Cologne, Köln 2013
- Hex betweens the lines. Tbooks Cologne, Köln 2012
- Yesno Nr. 1. Tbooks Cologne, Köln 2011
- Living in a van. Éditions L'Oeuf, Rennes 2010, ISBN 978-2-913308-33-6
- Tipping point – Téhéran 1979. Éditions Sarbacane, Paris 2009, ISBN 978-2-84865-322-8